# TVC 15
Singles de David Bowie
Station to Station
(janvier 1976) Stay
(juillet 1976)
Pistes de Station to Station
Word on a Wing
(3) Stay
(5)
TVC 15 est une chanson écrite, composée et interprétée par David Bowie. Elle est sortie en janvier 1976 sur l'album Station to Station, puis en single en avril de la même année.

## Histoire
TVC 15 est la chanson la plus enjouée de l'album Station to Station. Le narrateur raconte la manière dont son poste de télévision holographique, le TVC 15, a englouti sa petite amie, et son désir de la rejoindre à l'intérieur de la machine. Les paroles auraient été inspirées à Bowie par une hallucination de son ami Iggy Pop : sous l'empire de la drogue, celui-ci aurait cru voir sa petite amie être dévorée par un téléviseur. Le thème rappelle les scènes du film contemporain de l'album L'Homme qui venait d'ailleurs où le personnage principal incarné par Bowie, Thomas Jerome Newton, passe des journées à contempler les écrans de plusieurs téléviseurs, dans un sentiment mélangé de fascination et d'agression.

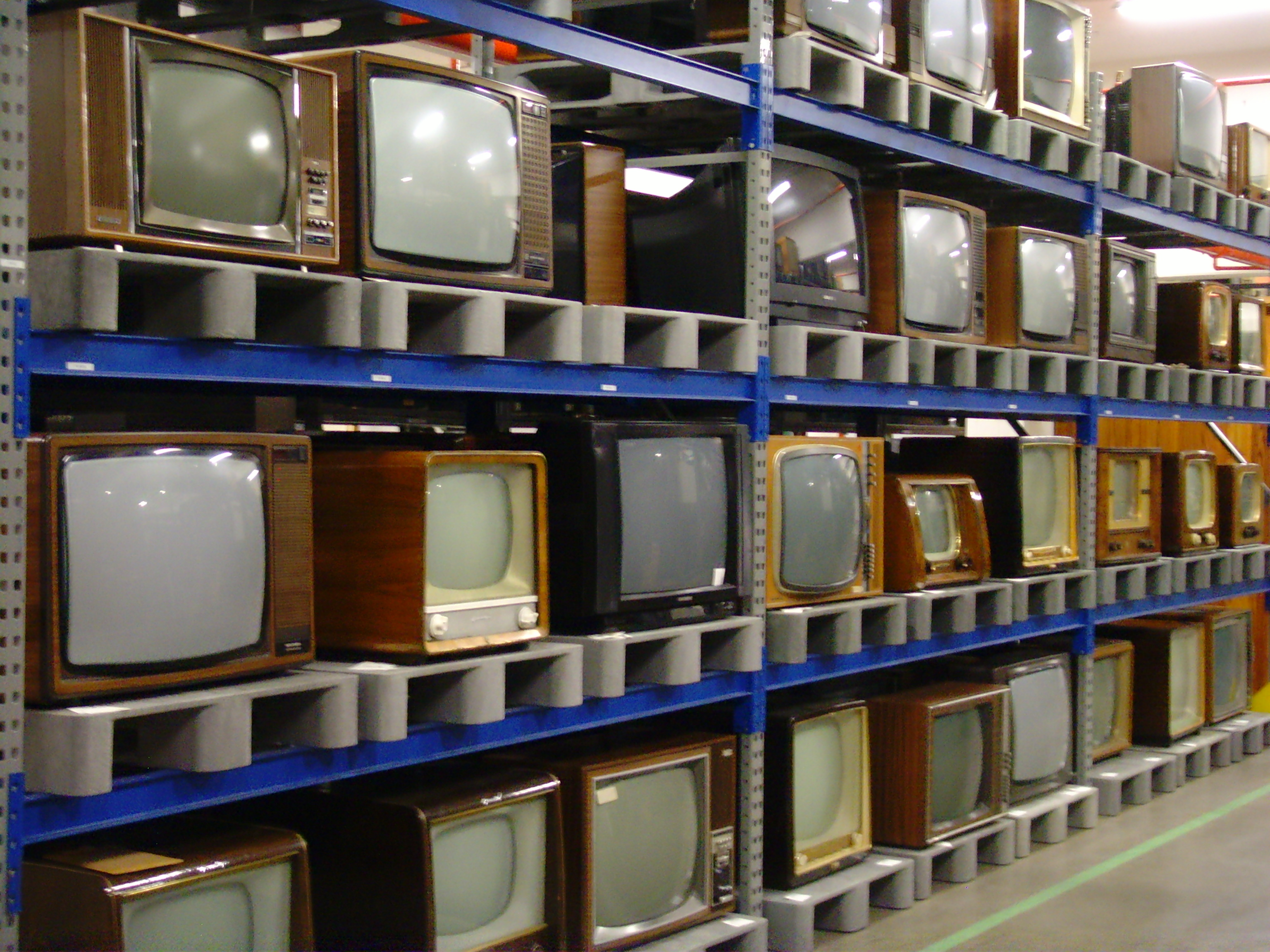
Des téléviseurs pacifiques.

Musicalement, la chanson est dominée par le saxophone de Bowie, le piano honky tonk de Roy Bittan et les chœurs joyeux qui répètent en boucle son titre dans la coda. Bowie part d'une base quadripartite classique (introduction, couplet, refrain, pont), qu'il arrange librement : le guitariste Carlos Alomar rapporte qu'il « ne voulait rien qui soit structuré, il voulait vraiment que la chanson soit bordélique […] mais il voulait vraiment que la fin fasse de l'effet ». 
Le biographe David Buckley la considère comme un échec, « vaguement décevante ». Le spécialiste de rock Jérôme Soligny évoque des sonorités blues et boogie, et perçoit dans son couplet des réminiscences du tube I Can Help de Billy Swan (1974).  
TVC 15 est choisie comme deuxième single extrait de Station to Station après Golden Years. Publié en avril 1976, avec We Are the Dead, une chanson de Diamond Dogs (1974), en face B, elle réalise des performances médiocres dans les hit-parades, n'atteignant que la 33e place au Royaume-Uni et la 64e aux États-Unis.
Malgré cela, Bowie inclut très fréquemment TVC 15 dans son répertoire scénique : elle est jouée lors des tournées Isolar (1976), Isolar II (1978), Serious Moonlight (1983) et Sound+Vision (1990). Elle apparaît ainsi sur les albums live Stage, Live Nassau Coliseum '76 et Welcome to the Blackout (Live London '78). Bowie interprète également TVC 15 lors du Live Aid, en 1985.

## Musiciens
- David Bowie : chant, saxophone
- Carlos Alomar : guitare rythmique
- Earl Slick : guitare électrique
- George Murray : basse
- Dennis Davis : batterie
- Roy Bittan : piano
- Warren Peace : percussions, chœurs